# Yoko Tsuno
Yoko Tsuno és un personatge i una sèrie de còmic d'aventures i ciència-ficció creada el setembre de 1970 per l'autor belga Roger Leloup. La sèrie compta amb l'heroïna homònima Yoko Tsuno, una enginyera d'electrònica japonesa.

## Origen
Yoko Tsuno, la primera vegada es va pensar perquè que fos un personatge secundari a Jacky i Celestin, una sèrie que Peyo volia confiar a Roger Leloup. En aquest darrer esbós, el Nadal del 1968, una jove japonesa s'unia al duo. Un any després, mentre edicions Dupuis buscaven una sèrie per publicar tant a la revista de Spirou com a la revista alemanya Eltern ("Parents"), Leloup va presentar el seu projecte de recuperació de Jacky i Célestin, que va ser rebutjat. L'editor va preferir l'aparició de nous personatges. Es va fer un pagina de prova per convèncer l'editor alemany, que compta amb Vic Vidéo i Pol Pitron un al costat de l'altre, així com amb Yoko com a personatge secundari del duo. Leloup també s'uneix a les deu primeres pagines del Trio de l’étrange.

Les pagines li varen fer el pes i mentre esperava la resposta de la revista alemanya, Dupuis demana a Leloup que faci històries completes amb Yoko com a protagonista, sota la supervisió d’una persona de Dupuis 
| «                   | A finals dels anys seixanta, mai no auriem imaginat que una dona pogués convertir-se en una heroïna de còmic | » |
| — Maurice Tillieux, | |   |

Aleshores, Yoko portava el nom de Yoko Shirisho. Maurice Tillieux va aconsella de canviar el nom per un de més curt. La ciutat de Tsuno al Japó donarà el seu nom a Yoko, tal com explica Leloup:
| «         | Tsu tenia una ressonància xinesa i No recordava el teatre japonès, en resum era ideal per a una heroïna japonesa a qui volia donar orígens xinesos. | » |
| — Leloup, | |   |

Anunciat a la revista Spirou numero 1692 el 17 de setembre de 1970, la primera història completa Hold-up en hi-fi, amb Maurice Tillieux als textos, es va publicar una setmana més tard al número 1693. Va seguir una segona història, L'Ange de Noël, publicat al número 1706 del 24 de desembre de 1970, seguit d'una tercera història, La Belle et la Bête, al número 1709 del 14 de gener de 1971. La col·laboració amb Maurice Tillieux va acabar llavors. Cap 351 es va publicar al número 1715 del 25 de febrer de 1971.
La bona acollida a la tardor de 1970 de la primera història completa va fer que Dupuis abandonés la idea de col·laboració amb la revista alemanya i li donés llum verda a Roger Leloup per produir un àlbum complet, Le Trio de l'étrange, que va aparèixer a la revista Spirou del 13 de maig de 1971.

## Tècnica
La sèrie està produïda principalment per Roger Leloup, que signa tots els guions i dibuixos, amb l'única excepció de la col·laboració de Maurice Tillieux per a dues històries curtes. Tot i això, hem d’associar l’èxit de la sèrie a Leonardo Studios i en particular, del colorista Béatrice, que realitza la coloració dels àlbums.
La sèrie és coneguda per la minuciositat de les seves decoracions, sovint basada en una abundant documentació fotogràfica, especialment visible a l’àlbum La Frontière de la vie.
Molt notablement a partir del segon volum (L'Orgue du diable) per als decorats i del tercer volum (La Forge de Vulcain) per a la roba, la sèrie aconsegueix una gran qualitat gràfica. El vestit vermell i les botes del mateix color de les primeres aventures (les histories curtes d'Electronic Adventures, The Strange Trio i The Devil's Organ) donen pas a diversos vestits: vestits, faldilles, túniques, vestits de vinéennes, etc. sense oblidar el quimono. A La Fille du vent, porta onze equipaments diferents a les 44 pagines del còmic. Els avions i els cotxes també són molt acurats. Tingueu en compte la debilitat de Yoko (o Leloup?) Per a descapotables petits: Fiat X1/9, Fiat Ritmo cabriolet i Fiat 850 Spider Bertone de Vic a The Strange Trio.